# Sanja Lončar
Sanja Lončar, slovenska predavateljica, publicistka, urednica, novinarka in raziskovalka, * 1965, † 30. julij 2025.

## Delovanje
Vodila je informacijsko središče Zazdravje.net in izobraževalni portal Delavnice.zazdravje.net ter urejala tiskano glasilo Zazdravje.net. Predavala je in vodila seminarje za strokovno in splošno javnost v Sloveniji, na Hrvaškem v Avstriji in Nemčiji.
Od leta 2005 do smrti je vodila slovensko nevladno gibanje – projekt Skupaj za zdravje človeka in narave, ki raziskuje številne naravne rešitve za težave sodobnega človeka. Od leta 2019 naprej je vodila Zavod za celostno samooskrbo, Škofja Loka. Bila je sopredsednica društva Samooskrbni.net.
Uredila in v soavtorstvu je izdala 23 monografij, od katerih je 7 prevedenih v nemški jezik. 